# Henry Ainsworth
Pour les articles homonymes, voir Ainsworth.
Henry Ainsworth est un théologien non conformiste britannique, né en 1571 à Swanton Morley (Norfolk) et décédé à Amsterdam en 1622.

## Biographie
Persécuté sous le règne d'Élisabeth Ire, il se réfugie en Hollande où il meurt en 1629.

## Œuvres
Il a laissé des traductions et des commentaires sur la Bible.

## Sources
- Dezobry et Bachelet, Dictionnaire de biographie, t. 1, Ch. Delagrave, 1876, p. 32.